# İskele (district)
Het district İskele is een van de vijf districten van de niet-erkende Turkse Republiek van Noord-Cyprus. In 2011 telde het district 23.098 inwoners en de hoofdstad is de gelijknamige stad İskele. Het is verdeeld in subdistricten İskele, Mehmetcik en Yeni Erenköy.
District İskele ontstond op 1 juni 1998 nadat het zich afscheidde van het district van Gazimağusa. Het grondgebied van het district valt goeddeels samen met het schiereiland Karpas.
Lefkoşa · Gazimağusa · Girne · Güzelyurt · İskele